# Karl Walter Kamper
| Asteroidi scoperti: 3 | Asteroidi scoperti: 3 |
| --------------------- | --------------------- |
| 2104 Toronto          | 15 agosto 1963        |
| 5571 Lesliegreen      | 1º giugno 1978        |
| 30719 Isserstedt      | 13 settembre 1963     |

Karl Walter Kamper (Pittsburgh, 20 aprile 1941 – 2 febbraio 1998) è stato un astronomo statunitense.
Laureatosi nel 1963 all'Università di Georgetown e successivamente specializzatosi all'Università di Pittsburgh, lavorò tra il 1969 e il 1970 all'Osservatorio Lick, per poi passare all'Osservatorio Van Vleck e infine dal 1974 al David Dunlap Observatory dove rimase fino alla sua morte.
Particolarmente interessato all'astrometria, tra i suoi principali contributi si ricordano gli studi sulle stelle binarie spettroscopiche e visuali, le misurazioni del moto proprio del resto di supernova Cas A, un'analisi dell'espansioni dei resti delle supernove di Tycho e  di Keplero e lo studio della riduzione delle pulsazioni della Stella Polare come Variabile Cefeide.